# Gérard Darmon
Pour les articles homonymes, voir Darmon.
Gérard Darmon, né le 29 février 1948 à Paris, est un acteur et chanteur franco-marocain. Il a été nommé deux fois au César du meilleur acteur dans un second rôle, pour ses rôles dans 37°2 le matin (1987) et Astérix et Obélix : Mission Cléopâtre (2003).

## Biographie

### Jeunesse et débuts
Les parents de Gérard Darmon sont des juifs séfarades algériens. Son père, Henri Messaoud Darmon, quitte Oran pour Paris en 1937. Après avoir mené une vie de voyou sous le nom de « Trompe-la-mort », ou « Riquet de Bastille », Henri devient représentant en vin. Comme il souhaite se marier, des membres des familles font circuler des photos et c'est ainsi que lui et son épouse se choisissent. Celle-ci quitte Aïn El Arbaa en Algérie en 1947 pour rejoindre son époux à Paris.
Gérard Darmon naît dans le 13e arrondissement de Paris l'année suivante. Son prénom est choisi car l'acteur « Gérard Philipe était à la mode ».
Il passe sa jeunesse « rue des Artistes » dans le 14e arrondissement de Paris, près du Parc Montsouris. Il découvre sa vocation d'artiste vers 10 ans, en colonie de vacances en Bretagne, lorsqu'il pastiche le jeu radiophonique Quitte ou double. Gérard abandonne ses études secondaires l'année du bac, et en tant que membre de l'Hanoar Hatzioni, part vivre quatre mois en Israël dans le kibboutz Hasolelim, avant de revenir à Paris suivre des cours d'art dramatique sous la direction de Bernard Bimont. Il a pour idoles Jerry Lewis et Fernandel.
En 1972, il est recalé au concours d’entrée au Conservatoire national supérieur d'art dramatique et se produit alors dans les cafés-théâtres aux côtés de Jean-Pierre Bacri durant presque 10 ans.
Il est repéré par Roger Hanin qui lui fait tourner quelques petits rôles au cinéma. La directrice de casting Margot Capelier l'engage en 1973 pour un rôle secondaire dans Les Aventures de Rabbi Jacob (il y interprète l'un des hommes de main de l'espion Farès, dans la célèbre scène de l'usine de chewing-gum).

### Carrière au cinéma
En 1980, Gérard Darmon est remarqué au cinéma par le grand public dans Diva de Jean-Jacques Beineix, puis dans Le Grand Pardon d'Alexandre Arcady en 1982, aux côtés de Roger Hanin.
En 1983, il joue son premier vrai rôle dans le film Les Princes de Tony Gatlif, puis poursuit avec On ne meurt que deux fois de Jacques Deray, 37°2 le matin de Jean-Jacques Beineix avec Béatrice Dalle et Jean-Hugues Anglade, Pour Sacha d'Alexandre Arcady avec Sophie Marceau (un film sur la Guerre des Six Jours en Israël). Il poursuit dans La Lune et le Téton de Bigas Luna, qui lui rapporte le prix Jean-Gabin 1983.
Il devient l'un des acteurs fétiches de Claude Lelouch, dont il partage la philosophie de vie, aux côtés de Vincent Lindon, Il y a des jours... et des lunes en 1989, La Belle Histoire en 1992 et Tout ça... pour ça ! en 1993.
En 1994, il joue dans le film La Cité de la peur des Nuls où il danse une fameuse Carioca avec Alain Chabat. Ce n'est pas sa première collaboration avec Les Nuls puisqu'il avait participé à l'émission Les Nuls, l'émission.
Après une traversée du désert d'environ deux ans, il retrouve un rôle marquant grâce à Alain Chabat, qui lui confie celui du fielleux Amonbofis dans un film qui obtient un véritable triomphe, Astérix : mission Cléopâtre, en 2001 (interprétation qui lui vaudra une nomination au César du meilleur acteur dans un second rôle, notamment grâce à son rire de serpent).
Après ce succès, il ne tourne que des comédies au cinéma, à quelques exceptions près. C'est donc vers la télévision qu'il se tourne pour évoluer dans un registre dramatique. En 2014 et 2016, il incarne ainsi un inspecteur corse dans la série policière de France Télévisions Duel au soleil, créée par Olivier Guignard.
Il est par ailleurs président en 2007 et 2018 du Festival de La Foa, organisé tous les ans en Nouvelle-Calédonie.
Il retrouve Franck Dubosc dans Tout le monde debout (2018), avant de changer de registre dans Vous êtes jeunes, vous êtes beaux (2018). Dans ce drame très glauque, il interprète un retraité participant à des combats de boxe clandestins. Suivent également Brutus vs César (2020) de Kheiron, Boutchou (2020) d'Adrien Piquet-Gauthier, L'amour c'est mieux que la vie (2021) de Claude Lelouch, Irréductible (2022) de Jérôme Commandeur et King (2022) de David Moreau.

### Musique
En 2003, fervent admirateur du crooner américain Frank Sinatra, Gérard Darmon se lance dans la chanson en enregistrant deux albums, « Au milieu de la nuit », puis « Dancing » (vieux succès et chansons d'amour créées entre 1950 et 1980 en italien, français, anglais et espagnol) en 2006, et en se produisant deux fois à l'Olympia.
En décembre 2008, il sort son troisième album, On s'aime, avec Marc Esposito à l'écriture des textes et Marc Lavoine à la composition. Gérard Darmon y enregistre plusieurs duos avec notamment les chanteuses Pauline et Amel Bent, ainsi qu'un duo avec Marc Lavoine écrit par Bob Decout. Pierre Palmade participe également à cet album de l'amitié avec l'écriture d'un texte.
Entre 2003 et 2009, Gérard Darmon s'investit activement dans les concerts des Enfoirés pour les Restos du cœur, et donne régulièrement des concerts en France et à l'étranger.

## Engagement politique

### Soutiens électoraux

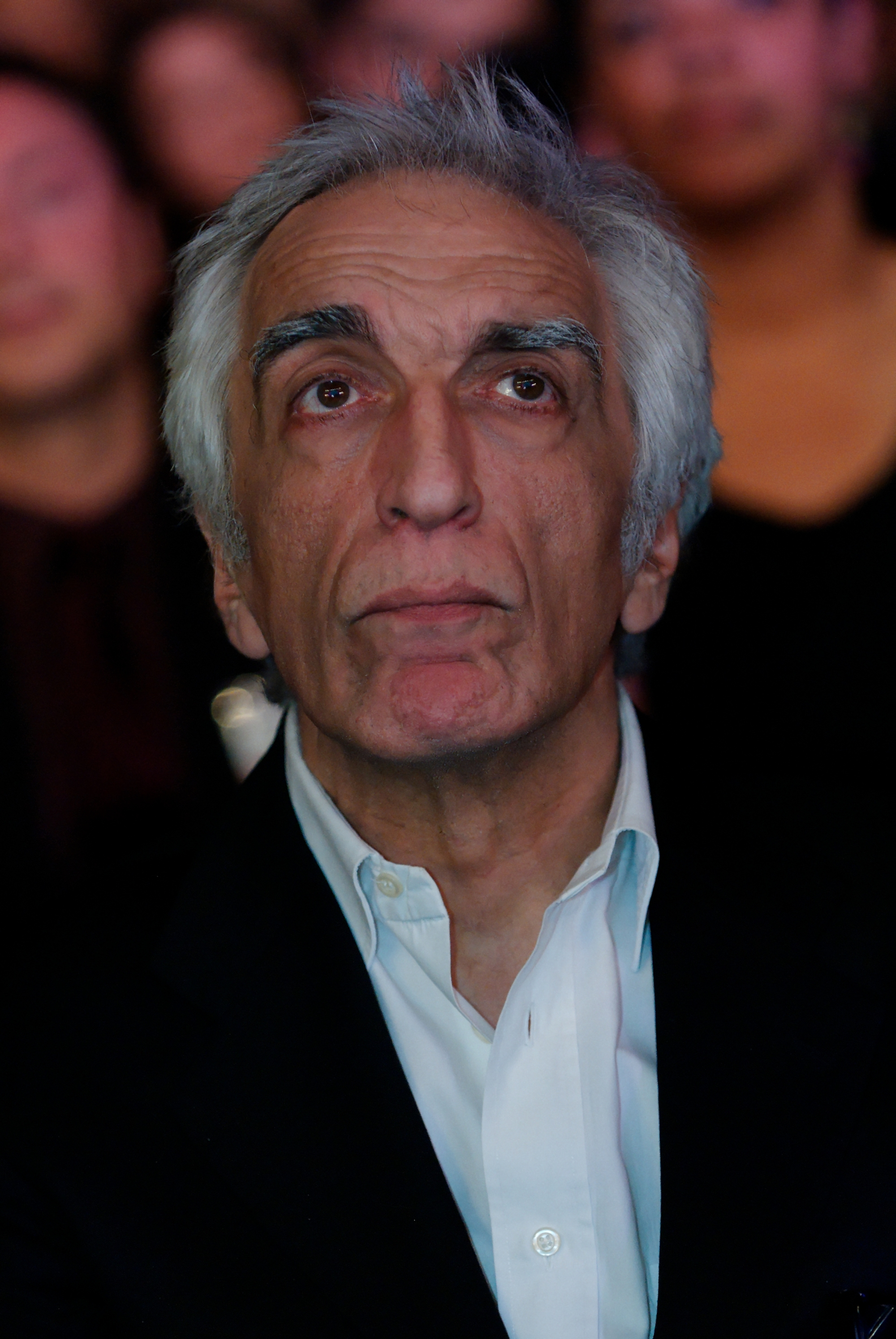
Gérard Darmon lors d'une réunion de soutien à Bertrand Delanoë dans le cadre des élections municipales de 2008 à Paris.

Gérard Darmon soutient le socialiste Bertrand Delanoë, maire de Paris, lors de la campagne électorale pour sa réélection, dont il anime le grand meeting de campagne du 27 février 2008 au Zénith de Paris.
Il est également présent lors du meeting pour le lancement de campagne de François Hollande, le 22 janvier 2012, au Bourget. En novembre 2016, il cosigne une tribune avec d'autres personnalités du monde du spectacle pour dénoncer le « Hollande-bashing » (dénigrement de Hollande), rappelant « tout ce qui a été accompli » selon les signataires et notamment « la sanctuarisation du budget de la culture »,.

### Signataire d'une tribune de soutien à Gérard Depardieu
En décembre 2023, il est signataire de la tribune en soutien à Gérard Depardieu alors accusé de viol, agression sexuelle et harcèlement sexuel. Il indique avoir signé, sans connaitre Yannis Ezziadi, pour « défendre la présomption d'innocence » et contester un procès médiatique mais indique : « dire on touche à Depardieu, on touche à l'art ? c'est des conneries ».

### Soutien aux soldats israéliens lors de la guerre à Gaza
En mars 2024, dans le contexte de la guerre à Gaza, Gérard Darmon exprime son soutien aux soldats israéliens lors d'une visite sur une base militaire, déclarant « Vous êtes notre fierté, vous êtes notre honneur, sans vous, on ne serait pas là ! Vous faites vivre l’État d'Israël ! Am Israel Hai [le peuple juif est vivant] ! »,.

### Autres prises de position
En septembre 2011, dans l'émission On n'est pas couché, il estime que Gilbert Collard, président du comité de soutien de Marine Le Pen, est « légèrement à droite d'Hitler au niveau des idées ». Poursuivi en justice, l'acteur est relaxé pour ces propos, mais condamné par le tribunal à 500 euros d'amende pour avoir qualifié en public Gilbert Collard de « petit con ».
Il a critiqué le retournement d'opinion de Franck Dubosc au sujet des Gilets jaunes en 2019, les soutenant d'abord, avant de retirer ce soutien,,.
À la suite du décès de Jean-Luc Godard le 13 septembre 2022, il l'a fortement critiqué dans l'émission C à vous,,, lui reprochant que, sous couvert d'antisionisme, il exprimait en fait un certain antisémitisme.
En 2022, il fustige Mediapart et les méthodes de travail d'Edwy Plenel sur le plateau d'On est en direct sur France 2. Ses propos provoquent la polémique, certains observateurs y voyant une attaque directe, bien que confuse, contre le métier de journaliste,.

## Accusations de violences sexistes et sexuelles
Le 27 novembre 2024, Politis publie une enquête dans laquelle neuf femmes accusent Gérard Darmon de violences sexistes et sexuelles. Elles décrivent des propos et des gestes « déplacés » sur le tournage de six films, des « humiliations » et des « insultes sexistes ». Une technicienne a indiqué avoir porté plainte contre la production du film sur lequel elle travaillait avec l'acteur pour « absence de protection »,. Celui-ci nie des comportements inadaptés. Le Huffington Post précise : « Parmi les femmes qui témoignent, plusieurs occupaient des postes précaires au moment des faits. Certaines étaient maquilleuses ou habilleuses, d’autres techniciennes ou assistantes de réalisation ». Une des femmes témoignant est âgée de 18 ans. Dix autres femmes ont aussi livré leur récits à Politis avant de refuser d'apparaître dans l’enquête et de se rétracter. Contacté par Politis, Gérard Darmon réfute les accusations puis multiplie les insultes et menaces à l’égard du média,.

## Vie privée

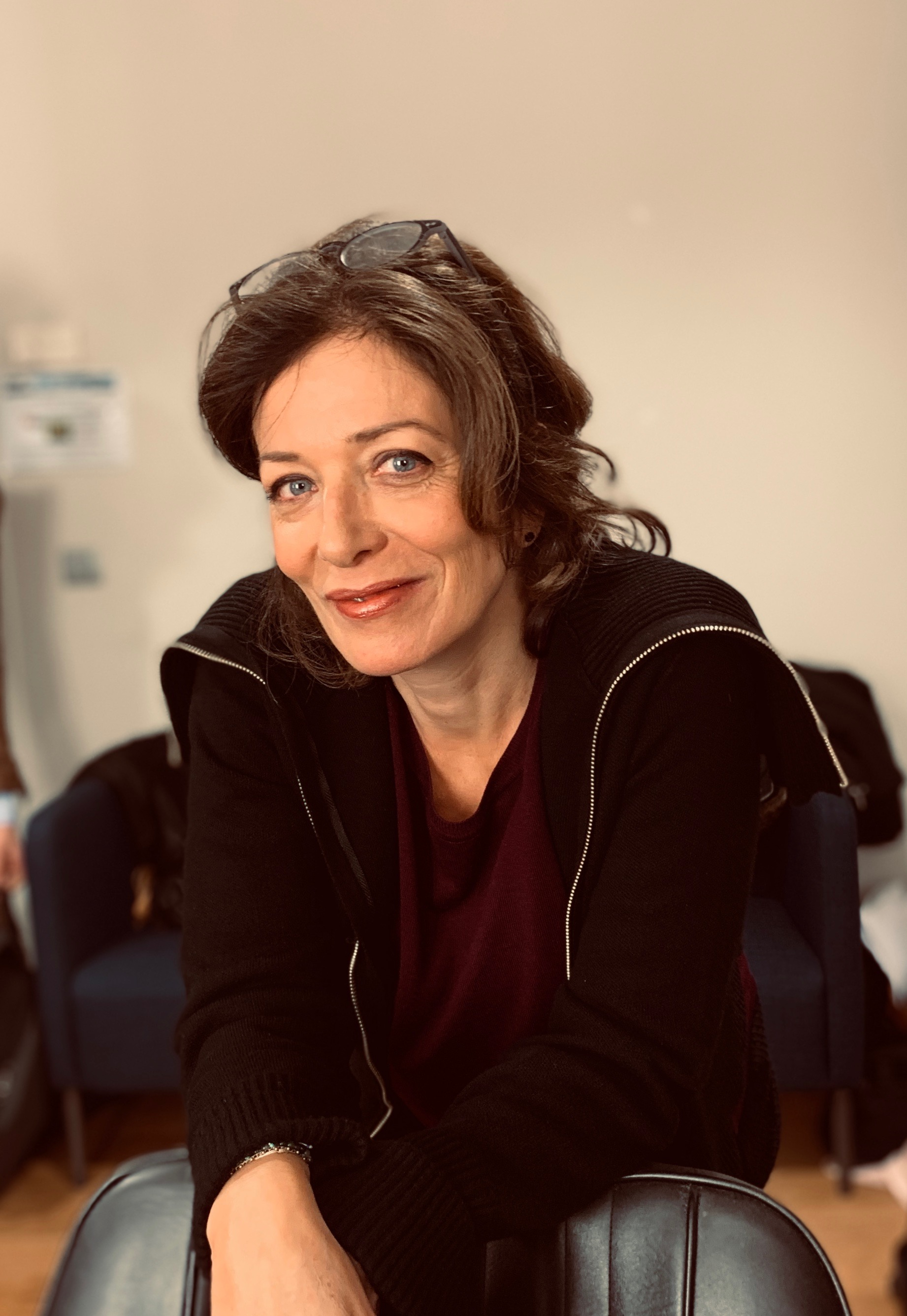
Sa fille aînée Virginie Darmon, en 2018.

Gérard Darmon rencontre Nicole Recoules dans un cours d'art dramatique, fin 1966. Ils se marient en 1968 et, la même année, ont une fille, Virginie. En 1987, il fait la connaissance d'Anaïs Jeanneret qui est sa compagne pendant quelque temps. Il est ensuite, pendant cinq ans, le compagnon de Mathilda May, avec qui il a une fille, Sarah, née en 1994, et un garçon, Jules, en 1997. Son petit-fils, Tom, naît en 1998.
Depuis 2000, il vit en couple avec Christine, de vingt-cinq ans sa cadette, qu'il épouse le 12 mars 2014. Le 14 août 2017, Christine, à l'âge de 44 ans, donne naissance à leur premier enfant, une fille prénommée Lena.
Le 17 juin 2012, Gérard Darmon est naturalisé marocain à titre exceptionnel par le roi Mohammed VI,.
Le 4 décembre 2019, il participe sur la chaîne TMC à un numéro spécial du jeu télévisé Burger Quiz, pour fêter les prétendus « dix ans de sa mort ». Lors de cette émission, intitulée Gérard Darmon, dix ans déjà, le présentateur Alain Chabat et ses invités rendent hommage à l'acteur avec force canulars. Gérard Darmon, qui participe régulièrement à l'émission depuis sa création, arrive ensuite sur le plateau déguisé dans le rôle d’un candidat, Sylvain Costa, censé être son sosie vocal.

## Filmographie

### Cinéma

#### Années 1960
- 1969 : Le Cerveau, de Gérard Oury

#### Années 1970
- 1971 : L'Humeur vagabonde d'Édouard Luntz
- 1973 : Les Aventures de Rabbi Jacob, de Gérard Oury : l'homme de confiance de Farès
- 1975 : Le Faux-cul, de Roger Hanin : Blumenfeld
- 1976 : Un mari, c'est un mari, de Serge Friedman : le motard
- 1979 : On efface tout, de Pascal Vidal
- 1979 : Courage fuyons, d'Yves Robert

#### Années 1980
- 1980 : Inspecteur la Bavure, de Claude Zidi : Figuration (non crédité)
- 1981 : Diva, de Jean-Jacques Beineix : l' Antillais
- 1982 : Le Grand Pardon, de Alexandre Arcady : Roland Bettoun
- 1982 : La Baraka, de Jean Valère : Julien
- 1983 : Cap Canaille, de Juliet Berto : Nino Baretto
- 1983 : Les Princes, de Tony Gatlif : Nara
- 1983 : Le Grand Carnaval, de Alexandre Arcady : Gaby Atlan
- 1984 : Notre histoire, de Bertrand Blier : Duval
- 1984 : Liberté, Égalité, Choucroute, de Jean Yanne : Mirabeau
- 1985 : On ne meurt que deux fois, de Jacques Deray : Jean-Loup Soeren
- 1985 : Les Loups entre eux, de José Giovanni : la Cavale
- 1985 : 37°2 le matin, de Jean-Jacques Beineix : Eddy
- 1985 : Rue du départ, de Tony Gatlif : l'inspecteur
- 1986 : Le Beauf, de Yves Amoureux : Serge
- 1986 : Suivez mon regard, de Jean Curtelin : le patron du cinéma porno
- 1987 : Preuve d'amour de Miguel Courtois : Martin
- 1987 : La Nuit bleue (Pathos - Segreta inquietudine) de Piccio Raffanini : George
- 1988 : Sans peur et sans reproche, de Gérard Jugnot : Jacques de Mailles
- 1989 : Il y a des jours... et des lunes, de Claude Lelouch : un motard lunatique

#### Années 1990
- 1990 : Gaspard et Robinson, de Tony Gatlif : Gaspard
- 1990 : Pour Sacha, de Alexandre Arcady : David Malka
- 1990 : Pasport, de Gueorgui Danielia : Merab Papashvili/Yasha
- 1992 : Vagabond, de Ann Le Monnier : Quentin
- 1992 : Pas d'amour sans amour, de Evelyne Dress : Bruno
- 1992 : La Belle Histoire, de Claude Lelouch : le motard
- 1992 : Le Grand Pardon 2, de Alexandre Arcady : Roland Bettoun
- 1992 : Tout ça... pour ça !, de Claude Lelouch : Henri Poncet
- 1994 : Le Voleur et la Menteuse, de Paul Boujenah : Paul Salomon
- 1994 : La Lune et le Téton, de Bigas Luna : Maurice
- 1994 : La Cité de la peur, de Alain Berbérian : le commissaire Patrick Bialès / Maurice Bialès / Alicia Lampéro
- 1995 : Pourvu que ça dure, de Michel Thibaud : Victor Brulin
- 1996 : Les Victimes, de Patrick Grandperret : Bleche
- 1997 : Amour et Confusions, de Patrick Braoudé : Simon
- 1998 : Les Grandes Bouches, de Bernie Bonvoisin : Lamar

#### Années 2000
- 2001 : Le Boulet, de Alain Berbérian et Frédéric Forestier : Kowalski
- 2001 : Trois Zéros, de Fabien Onteniente : Oscar Marbello
- 2002 : L'Homme de la Riviera, de Neil Jordan : Raoul
- 2002 : Astérix et Obélix : Mission Cléopâtre, de Alain Chabat : Amonbofis
- 2003 : Le Cœur des hommes, de Marc Esposito : Jeff
- 2003 : Mais qui a tué Pamela Rose ?, de Éric Lartigau : Phil Canon
- 2003 : Les Clefs de bagnole, de Laurent Baffie : Un comédien qui refuse de tourner avec Laurent Baffie
- 2004 : Mariage mixte, de Alexandre Arcady : Max Zagury
- 2004 : Pédale dure, de Gabriel Aghion : Loïc
- 2005 : Emmenez-moi, de Edmond Bensimon : Jean-Claude Meunier
- 2005 : Les Parrains, de Frédéric Forestier : Henri
- 2007 : Le Cœur des hommes 2, de Marc Esposito : Jeff
- 2007 : Deux vies plus une, d'Idit Cébula : Sylvain Weiss
- 2007 : Le Piège américain, de Charles Binamé : Paul Mondolini
- 2009 : Celle que j'aime, d'Élie Chouraqui : Jean

#### Années 2010
- 2011 : Low Cost de Maurice Barthélémy : Jean-Claude
- 2011 : Bienvenue à bord de Éric Lavaine : Richard Morena
- 2011 : The End, court métrage de Didier Barcelo
- 2012 : Nos plus belles vacances de Philippe Lellouche : Bernard
- 2013 : 100% cachemire de Valérie Lemercier : le médecin
- 2015 : Bis de Dominique Farrugia : le père d'Eric
- 2015 : Robin des bois, la véritable histoire d'Anthony Marciano : le Shérif de Nottingham
- 2015 : Nous trois ou rien de Kheiron : le beau-père
- 2017 : Chacun sa vie de Claude Lelouch : Paul Richer
- 2018 : Tout le monde debout de Franck Dubosc : Max
- 2018 : Brillantissime de Michèle Laroque : Georges
- 2019 : Vous êtes jeunes, vous êtes beaux de Franchin Don : Lucius Marnant

#### Années 2020
- 2020 : Brutus vs César de Kheiron : Cassius
- 2020 : Boutchou d'Adrien Piquet-Gauthier : Riberto
- 2021 : L'amour c'est mieux que la vie de Claude Lelouch : Gérard
- 2022 : Irréductible de Jérôme Commandeur : Roselyn Bacheron
- 2022 : King de David Moreau : Max
- 2023 : Petit Jésus de Julien Rigoulot : Bernard
- 2024 : Neuilly-Poissy de Grégory Boutboul : Le juge
- 2024 : À l’ancienne de Hervé Mimran : Henri
- 2024 : L'Heureuse Élue de Frank Bellocq : Roland
- 2024 : On fait quoi maintenant ? de Lucien Jean-Baptiste : Jean-Pierre Savarin
- 2024 : Les Cadeaux de Raphaële Moussafir et Christophe Offenstein : Michel Stein
- 2025 : Aimons-nous vivants de Jean-Pierre Améris : Antoine Toussaint

### Télévision
- 1972 : Les Thibault d'André Michel
- 1973 : Arsène Lupin, épisode « L'homme de main des Prévailles »
- 1977 : Deux auteurs en folie (série) : Paul
- 1978 : Douze heures pour mourir de Abder Isker : Pépé Gomez
- 1981 : Henri IV de Jeannette Hubert : Di Nolli
- 1989 : Série noire, épisode « Pleine main », de Laurent Heynemann (série TV) : Laurent
- 1990 : Mais qui arrêtera la pluie? de Daniel Duval
- 1993 : Le Sang des innocents de Miguel Courtois : Vincent Millau
- 1995 : Comment épouser un héritage? de Patrice Ambard : Cargèse
- 1996 : L'Enfer vert de Philippe Bensoussan : Maurice Laporta
- 1996 : La Ferme du crocodile de Didier Albert : Serge Maillart
- 1998 : Un flic presque parfait de Marc Angelo : Blanev
- 2000 : H (1 épisode) : le commissaire
- 2005 : Callas et Onassis de Giorgio Capitani : Aristotele Onassis
- 2010 : Le Grand Restaurant de Gérard Pullicino : Gérard
- 2011 : Le Client d'Arnauld Mercadier : Fred Fondary
- 2014 - 2016 : Duel au soleil (série, 2 saisons) d'Olivier Guignard : Ange Renucci
- 2017 : Crimes parfaits, épisode « Un bon chanteur est un chanteur mort », de Didier Le Pêcheur : Franck Lopsis
- 2019 - 2021 : Family Business (série Netflix) d'Igor Gotesman : Gérard
- 2021 : Capitaine Marleau, épisode L'Homme qui brûle de Josée Dayan
- 2022 : Le Flambeau : Les Aventuriers de Chupacabra de Jonathan Cohen : Philippe
- 2022 : 1H30 Max de Léo Grandperret : Gérard

### Web séries
- 2016 : Trader Caméraman n°5 de Louis Farge : le traiteur[39]
- 2022 et 2023 : LOL : qui rit, sort ! sur Prime Video : participation (saisons 2 et 4)

### Doublage

#### Films
- Lou Reed dans :
  - Arthur et la Vengeance de Maltazard (2009) : Maltazard (voix)
  - Arthur et la Guerre des deux mondes (2010) : Maltazard (voix)

#### Films d'animation
- 2022 : Les Minions 2 : Il était une fois Gru : Will Karnage[n 1]
- 2023 : Ninja Turtles: Teenage Years[40] : Maître Splinter[n 2]
- 2023 : Wish, Asha et la bonne étoile : Valentino[n 3]

#### Séries d'animation
- 2025 : Astérix et Obélix : Le Combat des chefs : Toutétobofix (mini-série, création de voix)

## Voix off
- 2013 : Méditerranée, notre mer à tous, de Yann Arthus-Bertrand et Michael Pitiot : le narrateur
- 2013 : Les Rois lions, de Derek et Beverly Joubert : le narrateur
- 2020-2022 : Virgin Tonic sur Virgin Radio (France) : la voix off de l'émission
- 2021 : Lanfeust de Troy : le narrateur (bande dessinée audio)
- 2023 : Astérix et Obélix : L'Empire du Milieu de Guillaume Canet : le narrateur

## Théâtre
- 1970 : Les Fraises musclées de Jean-Michel Ribes, mise en scène de l'auteur, théâtre La Bruyère
- 1972 : Je suis un steak de Jean-Michel Ribes, mise en scène de l'auteur, théâtre Pigall's
- 1972 : Par-delà les marronniers de Jean-Michel Ribes, mise en scène de l'auteur, festival du Marais Maison d'Ourscamp, Espace Cardin
- 1974 : L'Odyssée d'une tasse de thé de Jean-Michel Ribes, mise en scène de l'auteur, théâtre de la Ville
- 1975 : Le Baron perché d'après Italo Calvino, mise en scène Jacques Échantillon
- 1976 : Ruy Blas de Victor Hugo, mise en scène Jean-Pierre Bouvier, théâtre des Tuileries
- 1978 : Roméo et Juliette de William Shakespeare, mise en scène Denis Llorca, théâtre Daniel Sorano
- 1978 : Kings de William Shakespeare, mise en scène Denis Llorca
- 1978 : Le Voyage sur la lune d'Edmond Rostand, mise en scène Denis Llorca
- 1978 : Lorenzaccio d'Alfred de Musset, mise en scène Jean-Pierre Bouvier
- 1978 : Les Catcheuses, mise en scène Jean-Louis Manceau
- 1978 : À force d'attendre l'autobus, mise en scène Eva Darlan
- 1978 : L'Île aux chèvres d'Ugo Betti, mise en scène Louis Thierry
- 1983 : Argent mon bel amour de Roger Hanin, mise en scène Roger Hanin, théâtre Daunou
- 1983 : Un caprice d'Alfred de Musset, mise en scène Anémone
- 1983 : On purge bébé de Georges Feydeau, mise en scène Pascal Aubier
- 1996 : Le Roman de Lulu de David Decca, mise en scène Didier Long, Petit théâtre de Paris
- 2007 : Thalasso d'Amanda Sthers, mise en scène Stéphan Guérin-Tillié, théâtre Hébertot
- 2010 : Je l'aimais d'Anna Gavalda, mise en scène Patrice Leconte, théâtre de l'Atelier
- 2012-2013 : Inconnu à cette adresse de Kressmann Taylor, lecture dirigée par Delphine de Malherbe, Théâtre Antoine - Simone-Berriau
- 2015 : Vous êtes mon sujet de Didier van Cauwelaert, mise en scène Alain Sachs, Théâtre de La Garenne Colombes, diffusion sur France 2 le 17/02
- 2016 : Tout à refaire de Philippe Lellouche, mise en scène Gérard Darmon, Théâtre de la Madeleine
- 2018 : L'Ordre des choses de Marc Fayet, mise en scène Richard Berry, théâtre de la Michodière
- 2022 : Une situation délicate d'Alan Ayckbourn, mise en scène Ladislas Chollat, théâtre des Nouveautés
- 2025 : Un château de cartes de Hadrien Raccah, mise en scène Serge Postigo, tournée

## Discographie

### Albums
- 2003 : Au milieu de la nuit
- 2006 : Dancing
- 2008 : On s'aime

## Publications
- Tu préfères... à vie, avec Pierre Palmade, éditions Michel Lafon, 2000  (ISBN 978-2290353745)
- Le plus drôle de l'humour américain, collection « Le sens de l'humour », éditions Le Cherche Midi, 2005, 176 p.  (ISBN 2749101972 et 978-2749101972)
- Sur la vie de mon père ..., éditions Michel Lafon, 2015,  (ISBN 2749924197)
- Le dictionnaire de ma vie avec Laurence Monsénégo, éditions Kero, 2019,  (ISBN 2366584377)

## Distinctions
Sauf indication contraire, les informations mentionnées dans cette section peuvent être confirmées par la base de données cinématographiques IMDb,  présente dans la section « Liens externes ».

### Récompenses
- Prix Jean-Gabin 1983
- Festival International du Film de Comédie de Liège 2017 : Crystal Comedy Award[41]

### Nominations
- César 1987 : César du meilleur acteur dans un second rôle pour 37°2 le matin
- César 2003 : César du meilleur acteur dans un second rôle pour Astérix et Obélix : Mission Cléopâtre
- Prix Raimu de la comédie 2007 : Prix Raimu du comédien pour Le Cœur des hommes 2[42]
- Prix Lumières 2008 : Prix Lumières du meilleur acteur pour Le Cœur des hommes 2[43]

### Décoration
- Commandeur de l'ordre des Arts et des Lettres (2023)[44] ; officier en 2004[45]